# 숙손통
숙손 통(叔孫通, ? ~ ?) 또는 숙손 하(叔孫何)는 진나라 ~ 전한 초기의 관료로, 설군 사람이다.

## 생애
진나라 때 문학(文學)으로 징소되어 박사(博士) 임명 조서를 기다렸다. 몇 년 후 진승이 산동(山東)에서 반란을 일으키니, 이세황제는 박사와 여러 선비들을 불러 모아 물어보았다.
| “ | 초(楚)나라의 국경을 지키던 병사들이 기(蘄) 땅을 공격하고 진(陳)나라까지 이르렀다고 하는데, 공들은 어떻게 생각하시오? | ” |

박사와 선비 서른 명이 앞으로 나와 말하였다.
| “ | 신하된 자로써 사사로이 병사를 가지면 안 됩니다. 그러할 경우 그것이 바로 역적이니, 죽어서도 용서받을 수 없습니다. 폐하께서는 어서 병사를 이끌어 그들을 치십시오. | ” |

이세황제가 노하여 안색이 변하니, 숙손통이 나아가 말하였다.
| “ | 선비들의 말은 모두 잘못됐습니다. (진나라는) 천하를 통일하여 한집이 되게 하였으며, 군현의 성벽을 허물고 무기를 녹여 무기를 쓰지 않겠다는 뜻을 천하에 보였습니다. 또 위로는 밝은 아래로는 법령이 갖추어져 모두 직책에 충실하고 사방에서 사람들이 모이는데, 누가 감히 반란을 일으키겠습니까? 이번 일은 쥐나 개가 물건을 훔치는 정도일 뿐이니, 이야기할 가치도 없습니다. 군수와 군위(郡尉)들이 잡아들여 죄를 다스릴 것인데, 어찌 걱정할 필요가 있겠습니까? | ” |

이세황제는 기뻐하며 숙손통의 말을 옳게 여겼다. 다른 선비들에게도 물어보니 어떤 이는 반란이라 하였고, 어떤 이는 도적이라 하였다. 이세황제는 어사(御史)에게 명하여 반란이라고 한 이들은 형리에게 넘기고, 도둑이라고 한 이들은 그대로 두게 하였다. 또 숙손통에게는 비단 스무 필과 옷 한 벌을 내리고, 박사에 임명하였다. 숙손통이 궁궐을 나와 돌아오니, 선비들은 숙손통에게 어떻게 그렇게 아첨을 잘하는지 물었다. 숙손통이 답하였다.
| “ | 여러분은 모릅니다. 저는 하마터면 호랑이 입에서 빠져나오지 못할 뻔했습니다. | ” |

그리고는 설 땅으로 달아났으나, 설은 이미 초나라에 항복한 뒤였다. 항량이 설군으로 들어오자 숙손통은 그를 따랐고, 항량이 정도(定陶)에서 패하자 회왕을 섬겼다. 회왕이 의제(義帝)가 되어 장사로 옮기니, 숙손통은 그대로 남아 항우를 섬겼다.

## 같이 보기
- 이윤 (상나라)